# 中希望が丘
中希望が丘（なかきぼうがおか）は、神奈川県横浜市旭区の地名。「丁目」の設定のない単独町名である。住居表示未実施区域。

## 地理
旭区の南西部に位置し、南に南希望が丘 、北に東希望が丘、東にさちが丘、西に瀬谷区三ツ境と接している。

### 地価
住宅地の地価は、2025年（令和7年）1月1日の公示地価によれば、中希望が丘79番23の地点で25万8000円/m²、中希望が丘22番39の地点で20万6000円/m²となっている。

## 歴史

### 沿革
- 1961年（昭和36年）4月1日 - 町名町界町名地番整理に伴い、二俣川町、小高町の各一部から中希望が丘を新設、横浜市保土ケ谷区中希望が丘となる[7]。
- 1969年（昭和44年）10月1日 - 保土ケ谷区を再編し、旭区を新設。横浜市旭区中希望が丘となる[8]。

### 町名の変遷
| 実施後     | 実施年月日               | 実施前（各町名ともその一部） |
| ---------- | ------------------------ | ---------------------------- |
| 中希望が丘 | 1961年（昭和36年）4月1日 | 二俣川町、小高町の各一部     |

## 世帯数と人口
2025年（令和7年）6月30日現在（横浜市発表）の世帯数と人口は以下の通りである。
| 町丁       | 世帯数    | 人口     |
| ---------- | --------- | -------- |
| 中希望が丘 | 5,305世帯 | 10,372人 |

### 人口の変遷
国勢調査による人口の推移。
| 年                 | 人口   |
| ------------------ | ------ |
| 1995年（平成7年）  | 10,106 |
| 2000年（平成12年） | 10,034 |
| 2005年（平成17年） | 9,977  |
| 2010年（平成22年） | 9,895  |
| 2015年（平成27年） | 9,962  |
| 2020年（令和2年）  | 10,150 |

### 世帯数の変遷
国勢調査による世帯数の推移。
| 年                 | 世帯数 |
| ------------------ | ------ |
| 1995年（平成7年）  | 4,151  |
| 2000年（平成12年） | 4,262  |
| 2005年（平成17年） | 4,257  |
| 2010年（平成22年） | 4,398  |
| 2015年（平成27年） | 4,564  |
| 2020年（令和2年）  | 4,853  |

## 学区
市立小・中学校に通う場合、学区は以下の通りとなる（2024年11月時点）。
| 番・番地等                                                   | 小学校                 | 中学校                   |
| ------------------------------------------------------------ | ---------------------- | ------------------------ |
| 1番地の1・3・10〜11 1番地の19〜10番地 21〜30番地 45〜260番地 | 横浜市立希望ケ丘小学校 | 横浜市立南希望が丘中学校 |
| 11〜20番地 31〜44番地                                        | 横浜市立さちが丘小学校 | 横浜市立南希望が丘中学校 |
| 1番地の2・12〜18                                             | 横浜市立さちが丘小学校 | 横浜市立万騎が原中学校   |

## 事業所
2021年（令和3年）現在の経済センサス調査による事業所数と従業員数は以下の通りである。
| 町丁       | 事業所数  | 従業員数 |
| ---------- | --------- | -------- |
| 中希望が丘 | 273事業所 | 2,073人  |

### 事業者数の変遷
経済センサスによる事業所数の推移。
| 年                 | 事業者数 |
| ------------------ | -------- |
| 2016年（平成28年） | 317      |
| 2021年（令和3年）  | 273      |

### 従業員数の変遷
経済センサスによる従業員数の推移。
| 年                 | 従業員数 |
| ------------------ | -------- |
| 2016年（平成28年） | 2,153    |
| 2021年（令和3年）  | 2,073    |

## 交通

### 鉄道
- 相模鉄道
  - 本線 希望ヶ丘駅

## 施設
- 横浜市立希望ケ丘小学校
- 旭警察署 希望が丘交番
- ライフ 希望が丘店[18]

## その他

### 日本郵便
- 郵便番号 : 241-0825[3]（集配局：横浜旭郵便局[19]）

### 警察
町内の警察の管轄区域は以下の通りである。
| 番・番地等 | 警察署   | 交番・駐在所 |
| ---------- | -------- | ------------ |
| 全域       | 旭警察署 | 希望が丘交番 |

## 参考資料
- “横浜市町区域要覧” (PDF).   横浜市市民局 (2016年6月). 2023年6月6日閲覧。 “横浜市町区域要覧”